# 1417
سنة 1417 كانت سنة بسيطة تبدأ يوم الجمعة (الرابط يظهر نموذج التقويم الكامل للسنة) من التقويم اليولياني.

## مواليد
- إي غاي
- باك باينغ نيون
- جورج دوغلاس (دبلوماسي)
- سيجو ملك جوسون
- سيجيسموندو باندولفو مالاتيستا
- سيف الدين التنوخي
- فريدريك الثاني، كونت فودمونت

## وفيات
- إبرهارت الثالث (كونت فورتمبيرغ).
- حاجي باشا.
- عماد الدين نسيمي.
- لويس الثاني دوق أنجو.